# Юкон (град)
Вижте пояснителната страница за други значения на Юкон.
Юкон (на английски: Ucon) е град в окръг Бонвил, щата Айдахо, САЩ. Юкон е с население от 943 жители (2000) и обща площ от 2 km². Намира се на 1466 m надморска височина. ЗИП кодът му е 83454, а телефонният му код е 208.